# Editha und ihre Wohltätigkeit
|  | Dieser Artikel oder Abschnitt wurde wegen inhaltlicher Mängel auf der Qualitätssicherungsseite des Projekts Germanen eingetragen. Dies geschieht, um die Qualität der Artikel aus diesem Themengebiet auf ein akzeptables Niveau zu bringen. Bitte hilf mit, die Mängel dieses Artikels zu beseitigen, und beteilige dich an der Diskussion! |

Die Sage von Editha und ihrer Wohltätigkeit spielt zu Zeiten Ottos des Großen in Magdeburg, als sich seine Gemahlin Königin Editha in der Königspfalz aufhielt.

## Sage
Editha, welche für ihre Gütigkeit bekannt war, bekam eines Tages von ihrem Gemahl Otto der Große ein Verbot ausgesprochen, nicht mehr so freigebig wertvolle Dinge des Hauses an Arme zu verschenken. Als sie einige Tage später in einem kostbaren Kleid zur Pfarrkirche ging, um an einem Festtagsgottesdienst teilzunehmen, sah sie wieder viele Krüppel, Bettler und alte Menschen dicht gedrängt am Kirchenportal. Viele blieben stumm und hielten einen kleinen Topf oder einen alten Hut hin um die reicheren Bürger zu einer Spende zu bewegen. Da neben gab es einige die leise die Worte murmelten Bitte, eine milde Gabe, aber auch welche die etwas dreister, flehten, auf den Knien rutschten oder auch am Mantel zogen. An einen dieser Bettler geriet die Königin, der sich nicht abweisen ließ. Editha, die sich an das Verbot ihres Gemahlen halten wollte, sprach zu dem Bettler Guter Mann, ich habe wirklich nichts bei mir. Der Bettler hielt sich an einem ihrer Ärmel des Kleides fest und flehte sie an, ihm doch dann ein Stück ihres wunderschönen Kleides zu überlassen. Nach kurzer Zeit willigte Editha ein und überließ dem Bettler den Ärmel.
Nachdem Gottesdienst kehrte Editha an den Königshof zurück. Als beide an der festlichen Mittagstafel saßen, wollte Otto das Kleid sehen, welches sie zum Gottesdienst getragen hatte. Editha versuchte erschreckt, ihn davon abzuhalten, was ihr aber nicht gelang. Auf einen Befehl Ottos hin, holte ein Bediensteter das Kleid. Zum Erstaunen beider befanden sich aber immer noch beide Ärmel am Kleid. In seiner Verwunderung zog Otto den Ärmel hinter seinen Rücken hervor, welchen er als Bettler verkleidet vom Kleid abgerissen hatte. Er hatte vorgehabt seine Gemahlin zu prüfen und wusste nun das seiner Gemahlin eine mächtige Hand durch ein Wunder zur Seite stand. Der gottesfürchtige Otto schränkte danach seine Gemahlin nie wieder in ihrer Wohltätigkeit ein.

## Hintergrund
Zur Zeit Ottos der Großen und Edithas gab es viele Notleidende, die Armut der Menschen war in den Städten viel präsenter als heute. Auf jedem Marktplatz und vor jeder Kirchentür drängten sich eine Vielzahl von Bettlern. Tagelöhner, welche auf der Suche nach einer Arbeit über das Land zogen, bemühten sich so wie auch ziehende Mönche, Krüppel und verarmte Landsknechte um ein Stück Brot und ein paar Groschen. Unter diesen Umständen war es sehr schwer allen zu helfen.

## Einzelnachweis
1. 1 2  Axel Kühling: Magdeburger Sagen Erster Teil. Delta-D, 2001, S. 41–42.